# Brigitte Fontaine
Brigitte Fontaine, autora, cantora e atriz francesa, nasceu em 24 de junho de 1939 em Morlaix, está casada com o músico, compositor e cantor Areski Belkacem. Começa sua carreira como atriz de teatro.
Sua carreira de cantora está dividida em dois períodos: o primeiro nos anos 60 e 70 muito experimental e underground, e, após uma parada nos anos 80, um segundo período com formas ao mesmo tempo mais convencionais e mais modernas e, sobretudo, uma cobertura informativa mais relevante. Entre seus discos mais importantes : Comme à la radio (1969) e Kékéland (2001, e o sucesso "E'a dês zazous" em dueto com Matthieu Chedid). Sua arte é dividida igualmente entre o compromisso social e a poesia refinada, humor e rebelião. As músicas de Areski misturam tradições oriental e ocidental, rock e eletrônica. Também é autora de cerca de quinze de livros (romances, contos) e uma meia dúzia de obras de teatro.
Entre suas principais canções : Cet enfant que je t'avais fait e La Grippe com Jacques Higelin; Comme à la radio e Lettre à Monsieur le Chef de gare de la Tour de Carol; C'est normal com Areski Belkacem; Patriarcat; Le Nougat e Hollywood; Conne; Ah que la vie est belle e La Symphonie pastorale; Bis Baby Boum Boum com Noir Désir e Profond; Rue Saint-Louis en l'île e Fréhel; Ex Paradis; Dura Lex e Prohibition; Dancefloor com Grace Jones...

## Discografia
- 1966: Chansons décadentes et fantasmagoriques.
- 1966: 12 chansons d'avant lhe déluge, com Jacques Higelin.
- 1967: 15 chansons d'avant lhe déluge, suite et fim..., com Jacques Higelin.
- 1968: Brigitte Fontaine est… folle ! (com Jean-Claude Vannier).
- 1969: Comme à a rádio com Areski Belkacem e the Art Ensemble of Chicago.
- 1972: Brigitte Fontaine com Areski Belkacem.
- 1973: Je ne connais pas cet homme com Areski Belkacem e Antoine Duhamel.
- 1974: L'Incendeie com Areski Belkacem.
- 1975: Lhe Bonheur com Areski Belkacem.
- 1977: Vous et nous com Areski Belkacem.
- 1980: Lhes églantines sont peut-être formidables com Areski Belkacem.
- 1988: French coração / Lhe Nougat.
- 1995: Genre humain com Etienne Daho.
- 1997: Lhes Palaces com Alain Bashung .
- 2001: Kékéland com Noir Désir, Sonic Youth, Archie Shepp, Matthieu Chedid (-M-)... (e a canção "Guadalquivir").
- 2004: Rue Saint Louis en l'île com Gotan Project, Zebda.
- 2006: Libido com Jean-Claude Vannier.
- 2009: Prohibition com Ivor Guest, Grace Jones, Philippe Katerine.
- 2011: L'um n'empêche pas l'autre com Ivor Guest, Grace Jones, Bertrand Cantat, Arno, Alain Souchon, Jacques Higelin, -M-...
- 2013: J'ai l'honneur d'être com Areski Belkacem e Jean-Claude Vannier (título homenagem a Choderlos de Laclos)

Escreveu canções originais especialmente para Jacques Higelin, Areski Belkacem, Etienne Daho ("Jungle pulse", "Toi, Jamais Toujours") e -M- ("Phébus", "Tanagra", "Destroy", "Lettre à Tanagra", "Brigand", "Crise", "Je les adore").

## Compilações
- 1999: Morceaux de choix (com o inédito "Dressing").
- 2002: Plans fixes (com "Comme à la radio" e "J'ai vingt-six ans" em versões inglesas).

## Participações e outras colaborações
- 1996: On ne tue pas son prochain, homenagem a Gérard Manset.
- 1997: La caravane, música de Duke Ellington.
- 1998: Calimero com Stereolab.
- 2001: L'Europe com Noir Désir.
- 2003: Âme te souvient-il ?, homenagem a Léo Ferré.
- 2003: L'Homme à la moto, homenagem a Édith Piaf.
- 2005: Fine mouche com Khan.
- 2005: Rede Light com Karkwa.
- 2007: Partir ou rester com Olivia Ruiz.
- 2008: La beuglante com Maya Barsony.
- 2009: Bamako com Turzi.
- 2011: Je vous salue Marie, homenagem a Jacno.

## Outros intérpretes
- Zizi Jeanmaire: Toi et t sax.
- Christine Sèvres: Les dieux sont dingues, Maman, j'ai peur, Le beau cancer, Comme Rimbaud.
- Maurane: Barbares attraits, Péplum (álbuns Toi du monde 2000 e Fais-moi une fleur 2011).
- Vanessa Paradis: Irrésistiblement (album Divinidylle 2007).
- Jane Birkin: La grippe (com Etienne Daho).
- Françoise Hardy e Rodolphe Burger : Cet enfant que je t'avais fait.
- Marc Moulin: Comme à la rádio.
- Stereo Total: Barbe à papa.
- Aurelia: Vous et Nous.
- Juliette Gréco: Le solitaire (album Je me souviens de tout 2009).
- Stefie Choque: Dévaste-moi
- Johnny Hallyday: Tanagra
- Moravagine: Inadaptée
- Yacht: Le goudron
- Dominique A: Les étoiles et les cochons (em cena)
- Arthur H: Hollywood (em cena)
- Babx: Rififi (em cena)
- Pierre Lapointe: La symphonie pastorale (em cena)
- Ludivine Sagnier: Dommage que teu sois mort (em cena)
- Barbara Carlotti: Blanche-neige

## Remix
- At this very moment (versão inglesa de Comme à la radio) por Cage & Aviary + Bow Mods + Monsieur Du Snob.

## Livros
- Chroniques du bonheur, 1975.
- Madelon: alchimie et prêt-à-porter, 1979.
- L'Inconciliabule, 1980 (Lhes Belles Lettres-Archimbaud, 2009).
- Paso doble, 1985
- Nouvelles de l'exil, 1988 (Flammarion, 2006).
- Genre humain, 1996
- La Limonade bleue, 1997
- Galerie d'art à Kekeland, Flammarion, 2002.
- Bête Curieuse, Flammarion, 2005.
- Attends-moi sous l'obélisque, Le Seuil-Archimbaud, 2006.
- Travellings, Flammarion, 2008.
- Rien suivi de Colère noire, Lhes Belles Lettres-Archimbaud, 2009.
- Contes de chats (com Jean-Jacques Sempé), Les Belles Lettres-Archimbaud, 2009.
- Le bon peuple du sang, Flammarion, 2010.
- Antonio, Les Belles Lettres-Archimbaud, 2011.
- Le bal dês coquettes sais (com Léïla Derradji), Les Belles Lettres-Archimbaud, 2011.
- Mot pour mot, Les Belles Lettres-Archambaud, 2011.
- Les Charmeurs de pierres, Flammarion, 2012.
- Portrait de l'artiste em déshabillé de soie, Actes Sud, 2012.

## Teatro
Atriz
- 1953: L'Épreuve (Marivaux)
- 1956: Gigi (Colette)
- 1957: Le Malade imaginaire (Molière)
- 1957: Les Précieuses ridicules (Molière)
- 1957: Mais n'te promène donc pas toute nue (Georges Feydeau)
- 1957: Surprise de l'amour (Marivaux)
- 1961: L'Impromptu dês collines e Claude de Lyon (Albert Husson)
- 1962: Cantatrice chauve (Eugène Ionesco)
- 1962: Les Femmes de bonne humeur (Carlo Goldoni)
- 1964: Lily Strada (Boris Vian)
- 1965: Les Bargasses (Marc'Ou)
- 1988: Les Bonnes (Jean Genet)

Autora e atriz
- 1966-1968: Maman j'ai peur (com Jacques Higelin e Rufus).
- 1969: Niok (com Jacques Higelin e Areski Belkacem).
- 1969:  Encore, encore et encore.
- 1969: Les Enfants sont tous fous (com Rufus).
- 1980-1984:  Acte 2
- 1986: Les Marraines de Dieu (com Léïla Derradji).

## Cinema
- 2012: Le Grand Soir (Benoît Delépine e Gustave Kervern) com Benoît Poelvoorde e Albert Dupontel.
- 2013: Brigitte Fontaine, reflets et crudité (Benoît Mouchart e Thomas Bartel).